# Marinus De Jong
Marinus De Jong   (Oosterhout, 14 d'agost de 1891 - Anvers, 13 de juny de 1984) va ser un compositor i pianista belga d'origen neerlandès.

## Biografia
Marinus de Jong va néixer a Oosterhout (Països Baixos) a una família treballadora amb dotze fills. El seu talent musical es va fer evident al principi de la seva vida: va ser acceptat al Reial Conservatori d'Anvers (Bèlgica) als quinze anys, on va tenir per professors a Lodewijk Mortelmans i Emile Bosquet. Al començament de la Primera Guerra Mundial, De Jong va tornar a la seva ciutat natal per recuperar-se d'une cremades, però va tornar a Bèlgica després de l'Armistici de l'11 de novembre de 1918. Va guanyar fama com a pianista i va recórrer Europa i els Estats Units entre. 1920 i 1922. Després es va casar amb Johanna Corthals, amb qui es va establir a Kapellenbos el 1926, De Jong va canviar la seva nacionalitat holandesa per una de belga. En aquest mateix any, es va fer professor de contrapunt i fuga al "Lemmens Instituut", on treballaria fins al 1963. El 1931 també va ser nomenat professor de piano al Conservatori d'Anvers, on es va convertir en professor de contrapunt i fuga el 1948. En aquestes posicions docents, va escriure dos tractats sobre harmonia i contrapunt, dels quals el darrer va quedar inèdit, i entre d'altres alumnes va tenir a André Laporte. Va morir el 14 de gener de 1991 a Ekeren.

## Música
Marinus de Jong és recordat majoritàriament com a compositor. Va romandre un autor de música molt actiu fins a una edat elevada. Per tant, la seva obra conté més de 190 números d'opus. La seva música dona un lloc destacat als cants gregorians, que s'harmonitzen amb un repertori acordal del segle xx. La seva música utilitza formes convencionals i es caracteritza per un sentiment líric i un sentit de reflexió mística. Les seves posteriors obres revelen un estil neo-impressionista amb el contrapunt politonal com a tècnica principal. El Lied, opus 37 (1933-1947) de l'oratori Hiawatha sovint se cita com el seu "magnum opus". Es tracta d'un muntatge d'una traducció holandesa de Guido Gezelle de la cançó de Hiawatha de Henry Wadsworth Longfellow.